# Ritratto della famiglia Lomellini
Il ritratto della famiglia Lomellini è un dipinto realizzato da Antoon van Dyck durante il suo viaggio in Italia, quando soggiornò nella città di Genova.
I personaggi raffigurati, membri di una ricca e potente famiglia genovese, si presentano a grandezza naturale. Inseriti in un ambiente sontuoso che denota la posizione sociale della famiglia, vi sono cinque persone. Sono la famiglia di Giacomo Lomellini, il quale non compare in quanta Doge di Genova gli era vietato essere raffigurato in dipinti e stampe, la donna seduta è la sua seconda moglie, accanto a lei, sulla destra, stanno i suoi figli, un maschio ed una femmina; alla sinistra due uomini in età matura, figli del primo matrimonio di Giacomo, il primo da sinistra, il maggiore, è raffigurato in armatura con uno spazio aperto alle spalle, ad indicare la sua volontà di servire la città di Genova con le armi. L'altro uomo, invece vestito in abiti civili, con la mano sulla spada e lo sguardo rivolto al resto della famiglia, mostra il suo intento di difenderli e di salvaguardarne gli interessi